# Fortuna (San Luis)
Fortuna es una localidad del departamento Gobernador Dupuy, en el sur de la provincia de San Luis, Argentina. Se encuentra en el km 583 de la Ruta Nacional 188, y a la vera de las vías del Ferrocarril Sarmiento.

## Historia
La localidad fue fundada el 5 de octubre de 1905 por iniciativa de Schwind y Leys, quiénes solicitaron autorización formal al gobierno provincial para fundar una colonia en un campo de siete leguas ubicado en el entonces departamento Pedernera.  Los primeros pobladores fueron Nicolás Llorente Martínez, Pedro Berger y los señores Albec, San Martín y Ruiz, Castillo y Canals.

## Población
Contaba con 827 habitantes (Indec, 2001). lo que representa un incremento del 21,8% frente a los 679 habitantes (Indec, 1991) del censo anterior. 
Según el censo 2022 la población total de la Comisión municipal fue de 986 personas. En tanto, el número de viviendas registradas fue de 346.